# Homoeocera sandion
Homoeocera sandion là một loài bướm đêm thuộc phân họ Arctiinae, họ Erebidae.